# ويلفريد غنونتو
ويلفريد غنونتو (مواليد 5 نوفمبر 2003) هو لاعب كرة قدم إيطالي يلعب في مركز المهاجم في نادي زيورخ.